# TRIUM Global Executive MBA

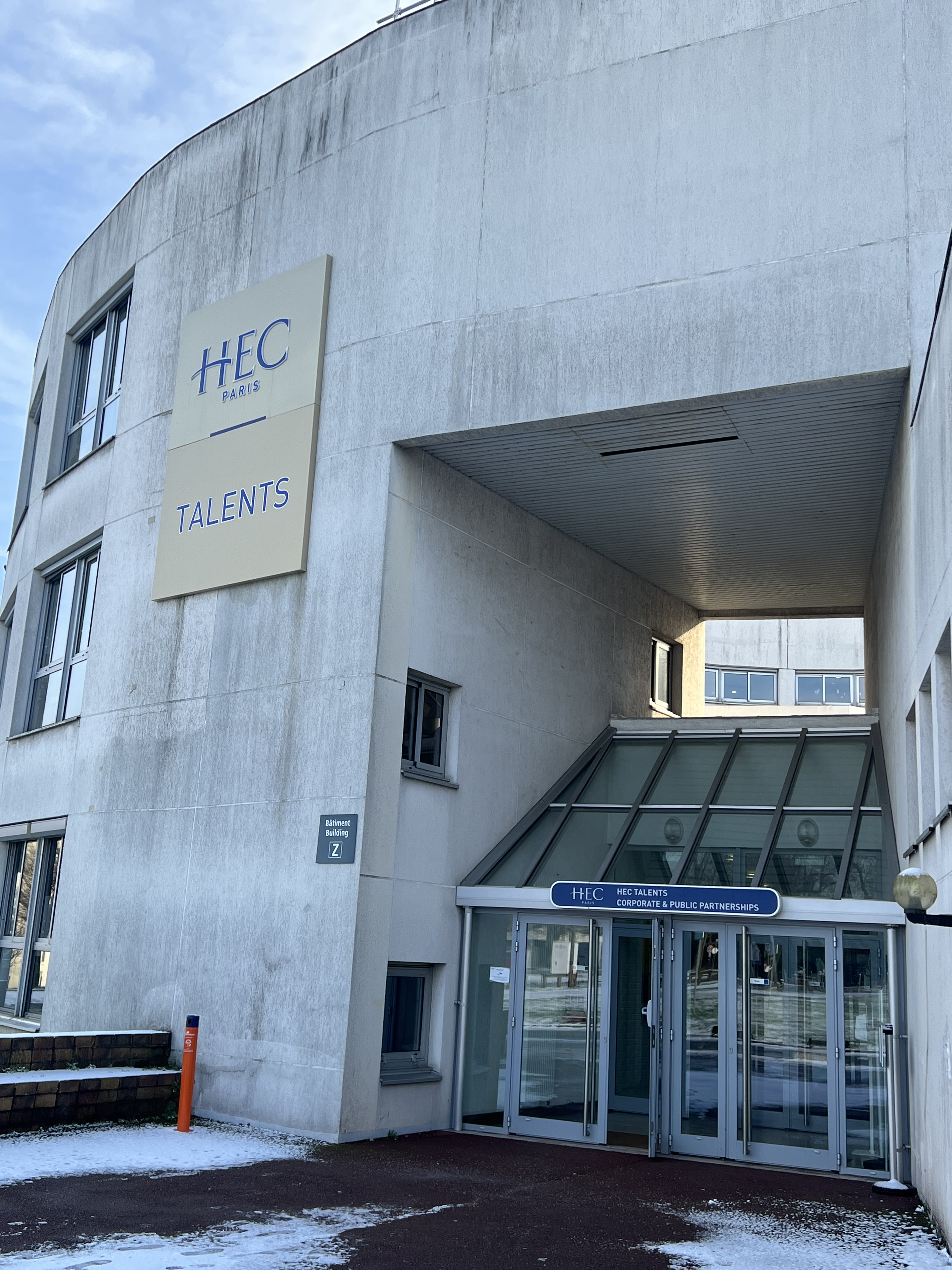
HEC Talents

TRIUM Global Executive MBA är en Master of Business Administration-utbildning genom ett partnerskap mellan New York Universitys Stern School of Business, London School of Economics (LSE) och HEC Paris. TRIUM är rankat som nummer 2 i världen i 2018 års Financial Times EMBA Rankings och nummer 1 i 2014 års upplaga. Det har också rankats som nummer 1 i världen i QS Global Joint Executive MBA Rankings varje år de senaste fyra åren.

## Allmän beskrivning
TRIUM Global Executive MBA-programmet pågår i 18 månader och kräver att deltagarna ägnar 10 veckor åt sessioner utöver sina normala arbetsåtaganden. Dessa inlärningssessioner hålls i olika globala hubbar, inklusive London, New York, Paris, Seoul, Nairobi och Dubai. Programmet syftar till att utrusta eleverna med verktyg för att förstå och navigera i utmaningarna i en ständigt föränderlig global affärsmiljö, samtidigt som man lägger tonvikt på moderna affärstrender, geopolitik och ekonomisk dynamik.
TRIUM-programmet har en omfattande antagningsprocess för att välja ut deltagare. Denna procedur ska verifiera att sökande inte bara uppfyller akademiska och professionella krav, utan också håller med om kärnvärdena i TRIUM-gemenskapen. Antagningskriterierna kräver minst 10 års yrkeserfarenhet. Tonvikten läggs på kandidater som har haft ledande befattningar och har verkat internationellt. Dessutom kan potentiella deltagare behöva uppvisa intyg på engelska språkkunskaper, som TOEFL eller IELTS (International English Language Testing System), eller standardiserade testresultat som GMAT (Graduate Management Admission Test) eller GRE (Graduate Record Examinations).
Urvalsprocessen är mångfacetterad. Inledningsvis görs en utvärdering utifrån en kandidats yrkesprofil. Detta följs av en intervju för att fastställa anpassningen till programmets mål. Senare måste de sökande fylla i ett detaljerat ansökningsformulär som beskriver deras akademiska och professionella bakgrund. Det sista skedet av urvalet innebär en intervju med en senior medlem av antagningskommittén.

## Akademisk
Under ledning av professorer från partnerinstitutioner erbjuder TRIUM-programmet omfattande information om globala affärer, fördjupar sig i områden som strategi, marknadsföring, ekonomi, beslutsfattande och ledarskap. En viktig punkt i programmet är Capstone Project, som ger studenterna en plattform för att pragmatiskt implementera sina förvärvade kunskaper. Specifika moduler, som den som hålls i Seoul, fokuserar på tekniska innovationer och de efterföljande konsekvenserna i affärssektorn.
Genom att innehålla en blandad inlärningsmetod skräddarsydd för chefer, kombinerar programmet klassrumsinteraktioner med inlärning i egen takt. Under programmet har tillbringar 500 timmar i klassrum och förväntas spendera 15 till 20 timmar varje vecka på individuella studier. Detta inkluderar läsning av förberedande och uppföljande moduler, uppgifter, fallstudier, samarbetsprojekt och det väsentliga Capstone-projektet.
TRIUM-programmet är strukturerat för att ge mer än bara ett akademiskt perspektiv och utlovar en holistisk global expedition. De tre inledande modulerna är placerade på partnerinstitutionerna, där kärnteman för MBA tillsammans med geopolitik är fokus. Senare moduler fördjupar sig i avancerade ämnen, regionala perspektiv och utspelar sig i dynamiska globala städer. Dessa moduler kompletteras med insikter från lokala affärsmagnater och ämnesexperter. Dessutom läggs stor vikt vid att odla ledarskapsförmåga, och förbereda studenter att leda olika internationella team.
Efter avslutade kurser får studenterna en MBA utfärdad gemensamt av de tre universiteten.

## Studenter
TRIUM-studentkåren består av högre chefer från olika delar av världen, som representerar en mängd sektorer och specialiseringar. En gemensam egenskap bland studenterna är deras tidigare erfarenhet av ledarskapsroller. Många av dem väljer TRIUM-programmet av en mängd olika anledningar, allt från akademiska sysselsättningar till personlig och professionell utveckling, samt möjligheten att interagera med en mångfaldig grupp kamrater.
Sammansättningen av TRIUM-klassen är varierad och är inte huvudsakligen inriktad på någon speciell bransch eller geografisk region. Den senaste kohorten består av 50 studenter från mer än 32 länder i 20 olika affärssektorer, med en medelålder på 40 år och en genomsnittlig arbetslivserfarenhet på 16 år. Deras skäl för att registrera sig i programmet skiljer sig åt: vissa vill avancera inom sina nuvarande organisationer och andra vill expandera till entreprenörskap eller göra andra karriärövergångar.
En aspekt av TRIUM-programmet är det breda utbudet av kunskap och erfarenhet som eleverna tar med sig, med en mångfald av bakgrunder och perspektiv. Efter att ha avslutat programmet går studenterna med i TRIUM:s alumninätverk, som består av cirka 1 200 personer från nästan 100 länder. Eleverna har också tillgång till resurser på alla tre skolorna och är medlemmar i varje skolas bredare alumninätverk.

## Lärare
Lärarna som undervisar och har undervisat på TRIUM-programmet är från de tre alliansskolorna. De inkluderar:
- Edward Altman
- Vincent Bastien
- Marc Bertoneche
- Michael Cox
- Nicholas Crafts
- Frédéric Dalsace
- Aswath Damodaran
- Howard Davies
- Ken Froewiss
- Ari Ginsberg
- Dan Gode
- Sonia Marciano
- Elizabeth Morrison
- Gary P. Sampson
- Zur Shapira
- Emma Soane
- Richard Sylla
- Ingo Walter
- Ngaire Woods
- Larry Zicklin